# شاوني
شاوني أو شاوانو (وتعني الجنوبيين)[بحاجة لمصدر] هي قبيلة هندية في أمريكا الشمالية من عرق ألغونكين، ويقال أنهم كانوا يعيشون في ويسكنسن في البداية، وكانوا يسمون ساكانا حتى نهاية القرن السابع عشر عندما كانت لهم قواعد في كارولينا الجنوبية في أعالي سافانا، ثم رحلوا شرقا وأقاموا علاقات مع الإيروكواس الذين طردوهم جنوبا نحو تينيسي ، فعبروا الجبال نحو كارولينا الجنوبية وانتشروا شمالا حتى ولاية نيويورك وجنوبا حتى فلوريدا ، ثم عبروا جبال أليغني مجددا وتقابلوا مرة أخرى مع الإيروكواس الذين طردوهم إلى أوهايو. واشتركوا في ثورة بونتياك ، وحاربوا بجانب الإنكليز في حرب الاستقلال الأمريكية وحرب 1812 تحت حكم تيكومسيه ، وهم الآن وهم الآن يعيشون في محميات في أوكلاهوما.